# Битва на Стерлингском мосту
Битва на Стерлингском мосту — сражение первой войны за независимость Шотландии, произошедшее близ Стерлингского моста через реку Форт. Дата — 11 сентября 1297 года. Командующие — Уильям Уоллес и сэр Эндрю Морей со стороны шотландцев, а со стороны англичан — Джон де Варенн граф Суррей. Битва завершилась победой шотландцев. Уоллес, обладавший только пехотой, уступавшей в численности войску англичан, занял позицию на холме напротив узкого моста через реку. Мост был настолько узок, что несколько человек были не в состоянии ехать по нему рядом, поэтому переправа англичан проходила медленно. Сначала была перестрелка шотландских и англо-валлийских стрелков. Затем, построившись в фаланги, ощетинившись четырёхметровыми пиками, короткими мечами, дождавшись переправы авангарда, войска Уильяма Уоллеса атаковали небольшой контингент переправившихся англичан. Видя бойню части своего войска, граф Суррей попытался ускорить переправу, в результате мост рухнул и часть рыцарей утонула, остальная часть была уничтожена войском шотландцев, кроме небольшой части, бежавшей с поля боя.